# Keiji Suzuki
Keiji Suzuki (n. 3 iunie 1980, Joso, Prefectura Ibaraki, Japonia) este un judocan ce a reprezentat Japonia, medaliat olimpic. A participat la 2 ediții ale Jocurilor Olimpice (2004, 2008) în care a câștigat o medalie de aur.